# Stowarzyszenie Ateistów i Wolnomyślicieli
Stowarzyszenie Ateistów i Wolnomyślicieli (SAiW) – organizacja społeczna założona w dniach 9-10 listopada 1957 r. mająca na celu aktywne uczestnictwo w procesie laicyzacji społeczeństwa polskiego, w popularyzacji nauk wiedzy o religii, tworzeniu polskiej kultury laickiej i etyki świeckiej a także w propagowaniu racjonalistycznego i materialistycznego poglądu na świat, walkę o realizację  zasad tolerancji oraz zwalczanie klerykalizmu.
Organizacja nawiązywała do tradycji przedwojennego Stowarzyszenia Wolnomyślicieli Polskich. Towarzystwo grupowało głównie działaczy PZPR, naukowców i publicystów. Podejmowało działania polegające na prowadzeniu odczytów, organizacji konferencji i sesji naukowych, na których propagowano ateizm i światopogląd naukowy oraz odnosiło się do zagadnienia filozoficznej krytyki religii. SAiW przeciwstawiało się politycznemu i kulturowemu klerykalizmowi.
Stowarzyszenie wydawało w latach 1959-1964 Kalendarz Myśli Wolnej (od 1961 Rocznik Wolnej Myśli), dwutygodnik (od 1959 tygodnik) Argumenty, dwutygodnik Fakty i Myśli oraz w latach 1962-1967 dwumiesięcznik Zeszyty Argumentów. Katowicki oddział wydawał w latach 1958-1962 pismo Myśl Wolna.
W 1969 stowarzyszenie zostało połączone z Towarzystwem Szkoły Świeckiej, tworząc Towarzystwo Krzewienia Kultury Świeckiej.

## Wybrane publikacje
1958:
- Deklaracja ideowa. Statut, Warszawa: Stowarzyszenie Ateistów i Wolnomyślicieli, 1958.
- Zygmunt Poniatowski, Istota religii, Katowice: Stowarzyszenie Ateistów i Wolnomyślicieli. Zarząd Wojewódzki, 1958.
- Zygmunt Poniatowski, Nauka a religia, Kraków: Stowarzyszenie Ateistów i Wolnomyślicieli. Oddział Wojewódzki, 1958.

1959:
- Edward Ciupak, Religia jako fakt społeczny, Białystok: Stowarzyszenie Ateistów i Wolnomyślicieli, 1959.
- Andrzej Nowicki, Starożytni o religii, Kraków: Stowarzyszenie Ateistów i Wolnomyślicieli, 1959.
- Wykaz literatury pomocniczej do samokształcenia i wykładów, Warszawa: Stowarzyszenie Ateistów i Wolnomyślicieli. Centralny Ośrodek Informacji, 1959.

1960:
- Filozofowie o religii. Przekłady, Kraków: Stowarzyszenie Ateistów i Wolnomyślicieli. Oddział Wojewódzki, 1960.

1961:
- Konstanty Judenko, Religijność społeczeństw zachodnio-europejskich w świetle badań sojologicznych, Warszawa: Stowarzyszenie Ateistów i Wolnomyślicieli, 1961.
- Wiesław Lang, Religia, etyka i obyczajowość w krajach skandynawskich, Kraków: Stowarzyszenie Ateistów i Wolnomyślicieli, 1961.

1962:
- Włodzimierz Gromiec, Teoria alienacji Ludwika Feuerbacha, Warszawa: Stowarzyszenie Ateistów i Wolnomyślicieli, 1962.
- Ryszard Palacz, Filozoficzne podstawy neotomizmu i jego recepcja w Polsce, Warszawa: Zarząd Główny Stowarzyszenia Ateistów i Wolnomyślicieli Centralny Ośrodek Informacji, 1962.
- Zygmunt Poniatowski, Nauka, religia, światopogląd, Warszawa: Stowarzyszenie Ateistów i Wolnomyślicieli, 1962.
- Andrzej Radźko, Logika, przekonania, doświadczenie, Warszawa: Stowarzyszenie Ateistów i Wolnomyślicieli, 1962.
- Wiesław Sztumski, Problem przyczynowości i determinizmu w fizyce, Warszawa: Stowarzyszenie Ateistów i Wolnomyślicieli, 1962.
- Józef Szymański, Szlakiem Braci Polskich. Przewodnik turystyczny po Kielecczyźnie, Kielce: Stowarzyszenie Ateistów i Wolnomyślicieli. Zarząd Oddziału Wojewódzkiego, 1962.
- Zenobiusz Tomaszewski, A. B. Dobrowolski o wychowaniu i religii, Warszawa: Stowarzyszenie Ateistów i Wolnomyślicieli, 1962.

1964:
- Andrzej Łyszczyński, Kazimierz Łyszczyński. Wybitny myśliciel polski, autor ateistycznego traktatu "De non existentia", Warszawa: Stowarzyszenie Ateistów i Wolnomyślicieli, 1964.
- Henryk Swienko, Magia w życiu człowieka, Warszawa: Stowarzyszenie Ateistów i Wolnomyślicieli, 1964.